# スーパーモリナガ
株式会社スーパーモリナガ（SUPER MORINAGA Co.,Ltd.）は、佐賀県佐賀市に本社を置き、佐賀県および福岡県にスーパーマーケットをチェーン展開する企業。
CGCグループに加盟している。
なお、菓子・食品・冷菓の製造販売を行う森永製菓株式会社とは関係がない。

## 概要
1957年（昭和32年）に設立。1964年（昭和39年）に鹿島店を開店して以降、徐々に店舗数を増やしている。
特徴としては全店舗に地元の農産物産直コーナー「採れたて市場」を設置しており、店舗によっては青果の売上げの約30%をこのコーナーで上げているという。
2010年（平成22年）12月にはヤマト運輸と提携し、佐賀県内全域を対象に同社の配送網を利用した会員制のネットスーパー事業に参入した。
2011年（平成23年）10月29日にドラッグストア部門に参入。
2014年（平成26年）には4月に開店時間を午前9時半から午前7時半に変更し、7月1日には全店に店内で豆をひいて提供するセルフ式ドリップコーヒーサービスの「Mcafe（エムカフェ）」を導入するなど、コンビニエンスストアに対抗する営業戦略も進めている。
2019年（令和元年）8月28日、早朝の豪雨により佐賀県小城市のショッピングプラザ「セリオ」内に出店している牛津店が膝付近まで浸水し、設備や商品が水に漬かり、冷蔵、冷凍機器が使えなくなる被害に遭い、一時休業。9月18日に営業を再開した。
2020年（令和2年）6月27日、南佐賀店開店。店内にチェーン初の直営ベーカリー「Morinaga Bakery（モリナガベーカリー）」が出店。また、同店では新型コロナウイルス対策としてカート型レジを導入。

## 社会貢献・地域貢献
地域密着企業として、社会貢献・地域貢献を積極的に行っており、毎年店舗所在地の各市町へ環境保全に役立ててもらうために寄付を行っている。また、1993年（平成5年）に台風の影響で青森県産リンゴが多数落下した際にその一部を低価格で販売したこときっかけに交流の始まったJA青森と共同で、
青森市のリンゴを佐賀県鹿島市と同市内の保育園や高齢者施設なども公共施設に毎年寄贈する活動をしている。
2013年（平成25年）9月4日に「障害者が働きやすい環境づくりをしている」として佐賀県知事表彰を受けた。

## 沿革
- 1957年（昭和32年）4月4日 - 有限会社もりなが家設立（佐賀市神野町）
- 1964年（昭和39年）10月 - 佐賀県鹿島市にスーパーモリナガ1号店 鹿島店開店
- 1984年（昭和59年）4月 - 佐賀県小城郡小城町（現・小城市）にスーパーモリナガ2号店 小城店開店
- 1988年（昭和63年） - 組織変更：株式会社に移行
- 1991年（平成3年） - 株式会社スーパーモリナガに商号変更
- 1993年（平成5年） - 本社を小城郡小城町（現・小城市）に移転
- 1997年（平成9年） - 鹿島店を移転開店
- 1998年（平成10年）4月 - 佐賀県唐津市にスーパーモリナガ3号店 唐津店開店
- 2000年（平成12年）10月 - 佐賀県佐賀市にスーパーモリナガ4号店 高木瀬店開店
- 2004年（平成16年）
  - 6月 - 佐賀県佐賀郡川副町（現・佐賀市）にスーパーモリナガ5号店 空港通り店開店
  - 6月 - 本社を空港通り店（2階）に移転
- 2005年（平成17年）6月 - 佐賀県佐賀市にスーパーモリナガ6号店 本庄店開店
- 2006年（平成18年）1月 - 売上高100億円を突破
- 2007年（平成19年）5月 - 福岡県久留米市にスーパーモリナガ7号店 津福店開店
- 2009年（平成21年）6月 - 小城店（小城市小城町松尾）を100 m東の場所へ移転し開店
- 2010年（平成22年）
  - 4月7日 - 佐賀県吉野ヶ里町にスーパーモリナガ8号店 吉野ヶ里店開店[12]
  - 12月 - ヤマト運輸と提携して佐賀県内全域を対象として会員制のネットスーパー事業に参入[4]。（「新鮮直行便」）
- 2011年（平成23年）10月29日 - ドラッグストア部門参入の号店「ドラッグストア エム プラス」を吉野ヶ里店敷地内に開店[5]
- 2012年（平成24年）
  - 2月 - 佐賀県唐津市にスーパーモリナガ9号店 唐津佐志店開店
  - 9月20日 - 佐賀県小城市のショッピングプラザ「セリオ」[注釈 3]にスーパーモリナガ10号店 牛津店開店[14]
- 2013年（平成25年）
  - 7月 - 佐賀県杵島郡白石町にスーパーモリナガ11号店 白石店開店
  - 8月 - ドラッグストアエム･プラス吉野ヶ里店を閉店[要出典]
  - 9月4日 - 障害者雇用への貢献で佐賀県知事表彰を受ける[11]
- 2014年（平成26年）
  - 4月 - 開店時間を午前9時半から午前7時半に変更[6]
  - 7月1日 - 全店に店内で豆をひいて提供するセルフ式ドリップコーヒーサービスの「Mcafe（エムカフェ）」を導入[6]
- 2019年（令和元年）
  - 8月28日 - 早朝の豪雨により佐賀県小城市牛津町のショッピングプラザ「セリオ」内に出店している牛津店が膝付近まで浸水し、設備や商品が水に漬かり、冷蔵、冷凍機器が使えなくなる被害に遭う[7]。
  - 9月18日 - 牛津店の営業を再開した[7]。
- 2020年（令和2年）6月27日、佐賀県佐賀市にスーパーモリナガ12号店 南佐賀店開店[注釈 4][8]。

## 店舗

### スーパーマーケット
2020年（令和2年）6月27日現在、スーパーマーケット12店舗を構えている。
現行の店舗の詳細については公式サイト「チラシ・店舗情報」を参照。

### 閉店した店舗

#### ドラッグストア
佐賀県
| 店名                  | 所在地                      | 閉店日        | 備考 |
| --------------------- | --------------------------- | ------------- | ---- |
| エム･プラス吉野ヶ里店 | 神埼郡吉野ヶ里町田手1669番1 | 2013年8月25日 |      |